# Fort Branch (Indiana)
Fort Branch est une municipalité située dans le comté de Gibson, dans l’État de l'Indiana, aux États-Unis. Lors du recensement de 2020, elle comptait 2 965 habitants.